# Swan River (Indischer Ozean)
Der Swan River ist ein Fluss in Western Australia, der durch die Metropolitan Area Perth fließt und etwa 15 Kilometer südwestlich bei Fremantle in den Indischen Ozean mündet.

## Lage, Geographie und Landschaften

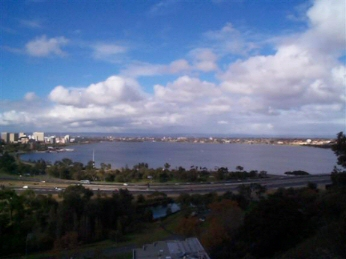
Der Fluss bei der Innenstadt von Perth vom Kings Park gesehen

Der Swan River beginnt im Walyunga-Nationalpark, einer wasserreichen Eukalyptuswald- und Buschlandschaft mit Granitformationen etwa 50 Kilometer nordöstlich von Perth, und zwar an der Mündung des Wooroloo Brook in den Avon River. Von einem Zusammenfluss zweier Quellflüsse kann nicht die Rede sein; vielmehr handelt es sich beim Swan River um die faktische Fortsetzung des Avon River, der an dieser Stelle seit seiner Quelle in Westaustraliens Weizengürtel bereits 210 Kilometer hinter sich hat. Es kommt bei australischen Flüssen gelegentlich vor, dass sie ihren Namen in Küstennähe wechseln.
Der Swan River im engeren Sinne ist bis zur Mündung noch rund 65 Kilometer lang und durchfließt folgende Landschaften:
- Auf ungefähr 15 Kilometern den Nationalpark und das südlich daran angrenzende Akazien- und Banksia-Buschland, das außerhalb des Nationalparks liegt;
- Auf weiteren etwa 20 Kilometern seines Oberlaufes das als Weinbaugebiet bekannte Swan Valley, das auf dem Territorium der City of Swan die nordöstlichste Peripherie der Metropolregion (metropolitan area) Perth konstituiert. Unmittelbar entlang des Flusses befindet sich ein Streifen Buschland; westlich und östlich davon breiten sich die Rebhänge aus, die von Siedlungen und Weingütern durchbrochen sind. Der urbane Charakter des Landes nimmt flussabwärts immer mehr zu.
- Die historische Stadt Guildford ist die Südgrenze des Weinbaugebiets Swan Valley; weitere rund 15 Kilometer verläuft der Fluss durch die Vorstädte von Perth, die selbstständige Verwaltungseinheiten konstituieren, bis er am Riverside Drive das Zentrum von Perth erreicht. Auf dieser Strecke fließt der Swan River vorbei an Villenvierteln, Golfplätzen und Pferderennstrecken.
- Entlang der Innenstadt von Perth verbreitet er sich zu einem ersten See, dem Perth Water. Danach verengt sich der Lauf noch einmal an der Narrows Bridge, die als gevoutete Auslegerbrücke nach dem Entwurf des Architekten E. W. H. Gilford 1959 erbaut wurde. Sie hat eine Gesamtlänge von 396,5 Metern.
- Südlich der Narrows Bridge beginnt der Unterlauf des Flusses auf 15 Kilometern bis Fremantle, das sehr breite Melville Water mit seeähnlichem Charakter. Im Gegensatz zum Oberlauf, der nur teilweise von kleinen Ausflugsbooten befahren werden kann, ist der Unterlauf voll schiffbar. Nach der Narrows Bridge erstreckt sich am Nordufer der Botanische Garten von Perth (Kings Park), der in weiten Teilen natürliches Buschland ist. Von Süden mündet der Nebenfluss Canning River in den See. Es folgen beiderseits des Sees die westlichen Vorstädte von Perth mit ausgedehnten Yachthäfen und Uferpromenaden.
- Auf seinen drei letzten Kilometern verengt sich das Gewässer wieder zu einem regulierten Fluss, der in das innere Hafenbecken von Fremantle übergeht, dem größten Hafen Westaustraliens am Indischen Ozean.

### Nebenflüsse mit Mündungshöhen
Er hat folgende Nebenflüsse:
- Wooroloo Brook – 29 m
- Susannah Brook – 14 m
- Jane Brook – 8 m
- Helena River – 3 m
- Bennett Brook – 2 m
- Canning River – 1 m

## Geschichte

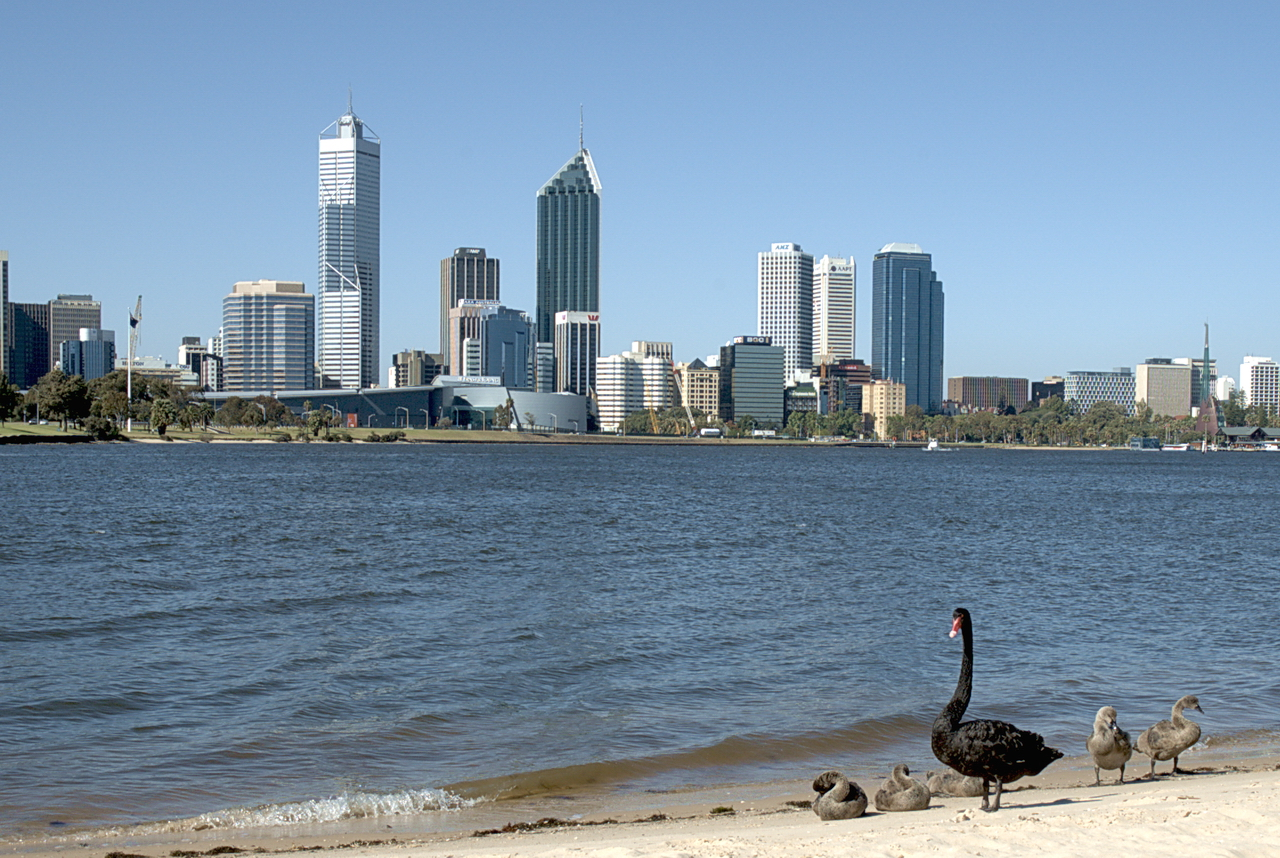
Schwarze Schwäne am Ufer des Swan Rivers gegenüber der City von Perth

Ein mythisches Wesen aus der Traumzeit der Noongar-Aborigines, die Schlange Wagyl, bildete den Swan River, den Canning River sowie weitere Wasserwege und Landschaftsformen im Südwesten von Western Australia.
Als erster Europäer befuhr der holländische Entdecker Willem de Vlamingh 1697 den Fluss. Er registrierte bereits die berühmten Schwarzschwäne, denen der Fluss seinen Namen und Westaustralien das Wappentier zu verdanken hat. Im 21. Jahrhundert sind diese Schwäne, die unregelmäßig in mal größerer, mal geringerer Zahl an verschiedenen Stellen des Flusses beobachtet werden können, eine touristische Attraktion auf Promenaden und Bootsfahrten.
De Vlamingh kam nur bis zum Heirisson Island auf der Höhe des heutigen Stadtzentrums von Perth. Eine französische Expedition unter Nicholas Baudin segelte 1801 weiter flussaufwärts.
Das Land beiderseits des Flusses wurde erst von James Stirling 1827 entdeckt und 1829 als Swan River Colony für Großbritannien vereinnahmt. Stirling gründete als urbane Keimzellen der Kolonie die drei Siedlungen Fremantle, Perth und Guildford.
Die ersten Weinreben im Swan Valley wurden mutmaßlich zwischen 1830 und 1836 gepflanzt. Der Aufstieg des Weinbaugebiets zum bekanntesten in Westaustralien vollzog sich im 20. Jahrhundert.
Vor dem Bau der Eisenbahnlinie zwischen Perth und Fremantle war der Swan River der Hauptverkehrsweg. Wegen des schlammigen Untergrunds konnten nur flache Boote auf dem Wasser verkehren. Ein Kalksteinriff und Sankbänke versperrten ursprünglich die Mündung des Flusses in den Indischen Ozean; sie mussten 1891 entfernt werden, um den Hafen für die Schifffahrt brauchbar zu machen.
Bis in die 1970er Jahre hinein herrschten am Unterlauf des Swan Rivers problematische Umweltbedingungen. Düngemittel und Industrieabwässer wurden ungeklärt eingeleitet. Die Folge waren im Sommer regelmäßige Fischsterben durch Veralgung. Im 21. Jahrhundert hat sich die Wasserqualität durch regulierende Gewässerschutzmaßnahmen gebessert. 
Der Walyunga National Park zum Schutz der Naturlandschaft am Oberlauf des Flusses wurde 1970 eingerichtet.
Seit dem Ende des 20. Jahrhunderts ist der Tourismus ein aufstrebender Wirtschaftszweig am Swan River.